# Primula carniolica
Primula carniolica es una planta con flores de la familia de las prímulas, conocida comúnmente como prímula de Carniola. Es endémica de Eslovenia.

## Descripción
Alcanza una altura de aproximadamente 3-12 centímetros (1.2-4.7 pulgadas) y suele tener entre 1 y 4 centímetros (0.39-1.57 pulgadas) de ancho. El tallo, la base y las hojas son de color verde claro, carnosos y carecen del envoltorio característico de otras prímulas. Las flores miden entre 20 y 25 milímetros (0.79-0.98 pulgadas) de diámetro y son de un suave color rojo, rosa o rosa púrpura. Desprenden fragancia y presentan una ligera capa de partículas blancas en la garganta. La planta florece entre abril y mayo.
Su área de distribución se limita a un área de aproximadamente 5000 kilómetros cuadrados (1900 millas cuadradas) en las regiones eslovenas de la Alta, Baja e Carniola Interior, así como en el litoral esloveno, incluyendo la meseta forestal de Trnovo y la garganta del río Iška. Dentro de su área de distribución, la planta crece en acantilados húmedos de piedra caliza, barrancos y prados orientados al norte, a una altitud de entre 900 y 1000 metros (3000 y 3300 pies). Es una especie protegida en Eslovenia desde 1922, por lo que está prohibida la recolección de sus flores. Primula carniolica rara vez se cultiva.

## Galería

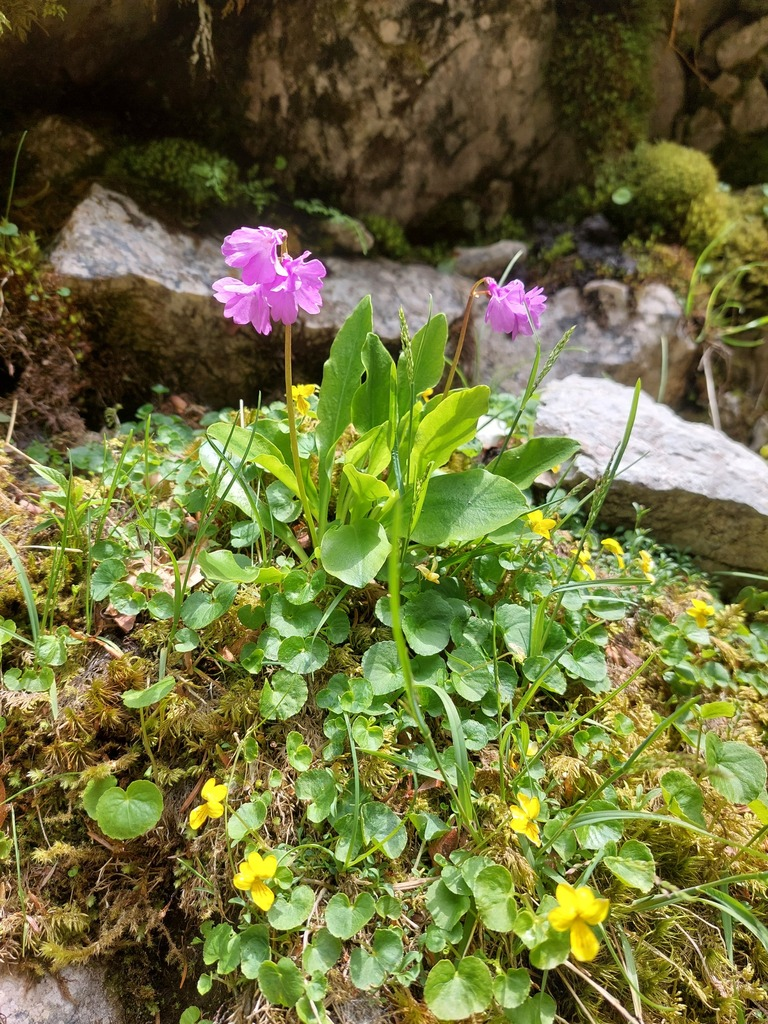
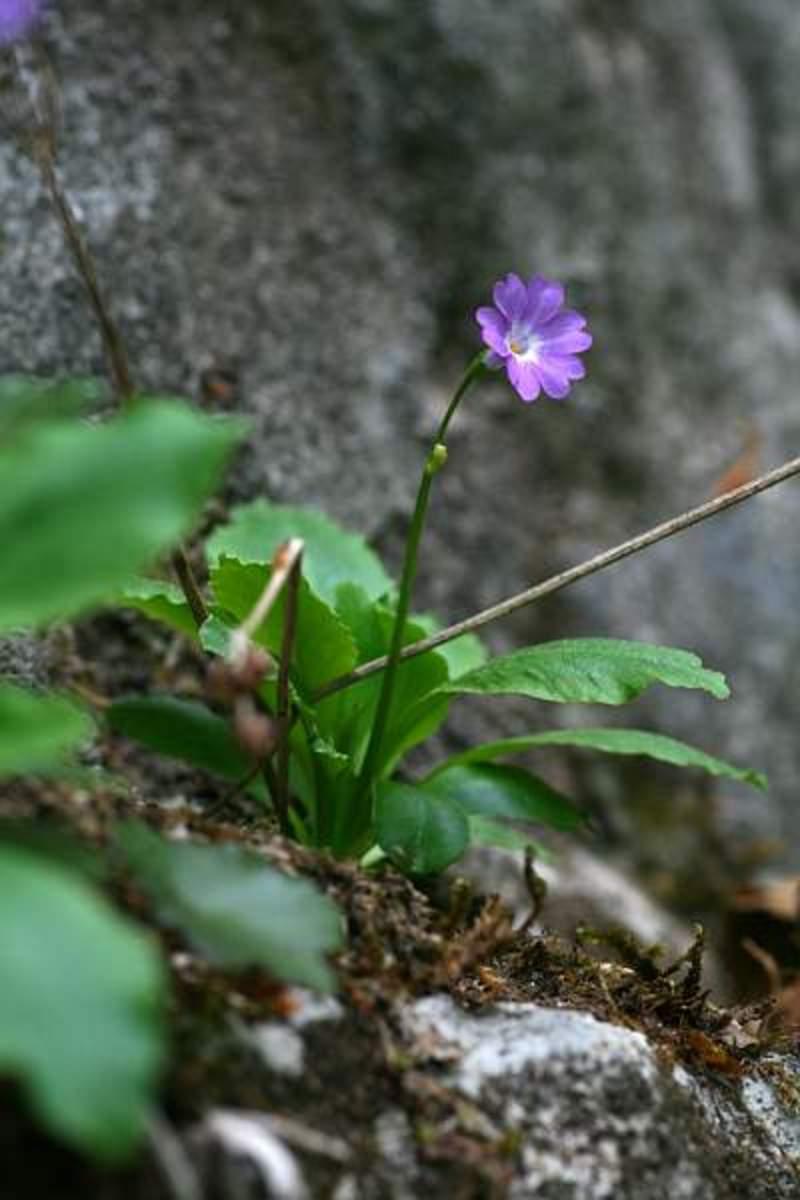
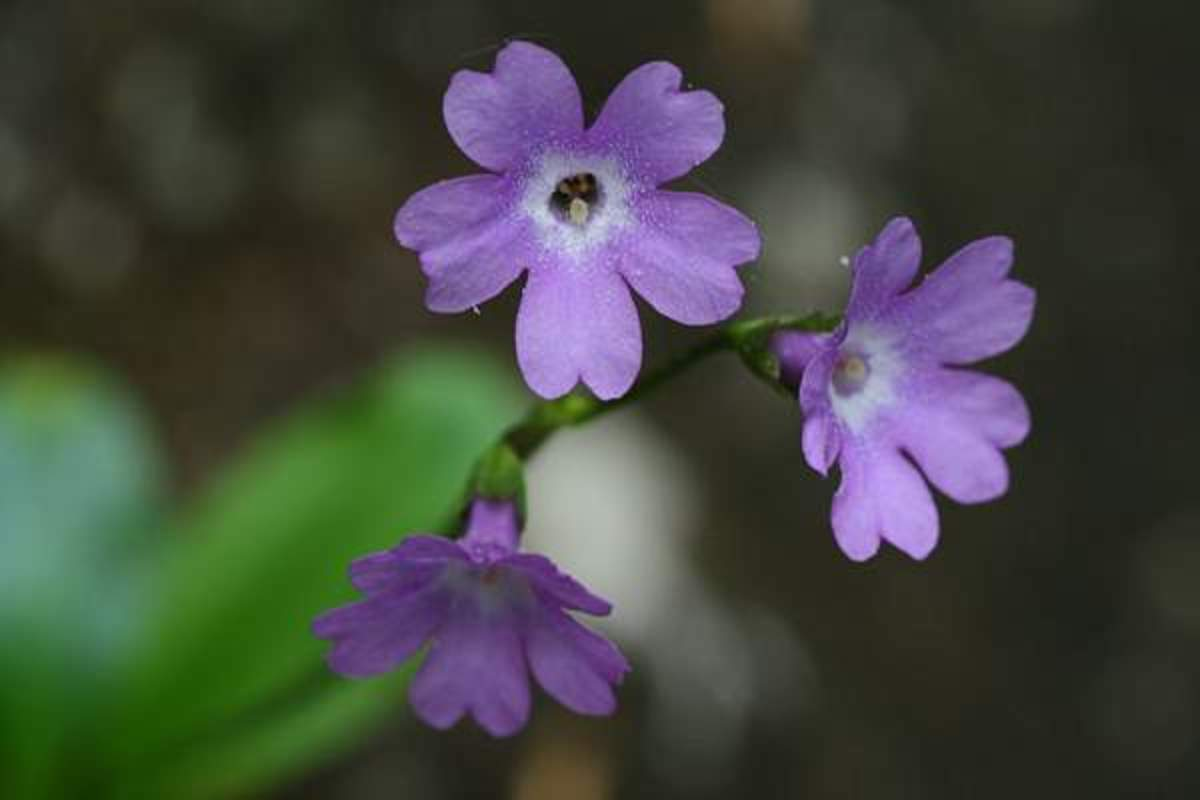
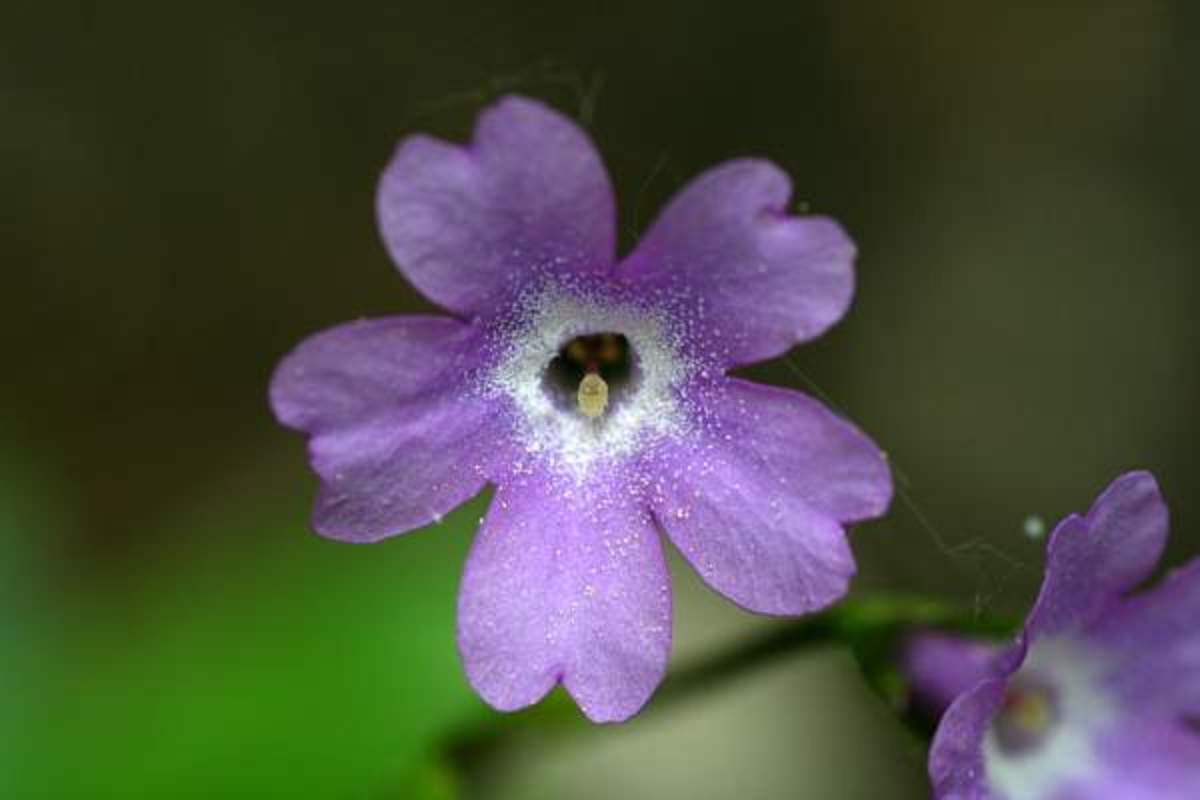
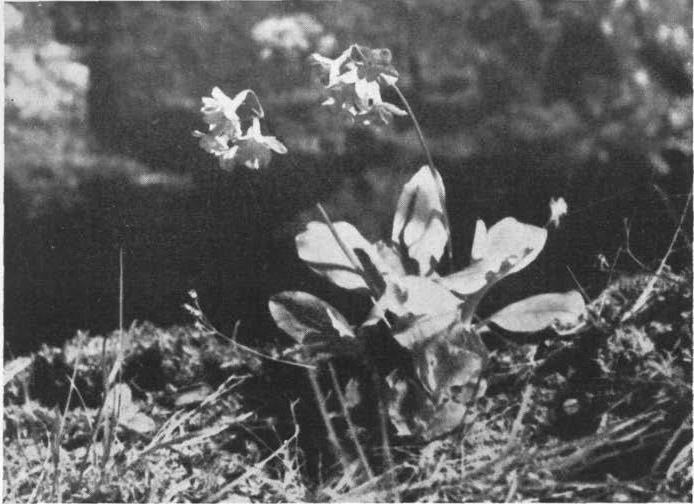